# King Gizzard & the Lizard Wizard
King Gizzard & The Lizard Wizard är ett australiskt rockband från Melbourne som bildades år 2010.

## Diskografi
Studioalbum
1. 12 Bar Bruise (2012)
2. Eyes Like the Sky (2013; med Broderick Smith)
3. Float Along – Fill Your Lungs (2013)
4. Oddments (2014)
5. I'm in Your Mind Fuzz (2014)
6. Quarters! (2015)
7. Paper Mâché Dream Balloon (2015)
8. Nonagon Infinity (2016)
9. Flying Microtonal Banana (2017)
10. Murder of the Universe (2017)
11. Sketches of Brunswick East (2017; med Mild High Club)
12. Polygondwanaland (2017)
13. Gumboot Soup (2017)
14. Fishing for Fishies (2019)
15. Infest the Rats' Nest (2019)
16. KG (2020)
17. LW (2021)
18. Butterfly 3000 (2021)
19. Made in Timeland (2022)
20. Omnium Gatherum (2022)
21. Ice, Death, Planets, Lungs, Mushrooms and Lava (2022)
22. Laminated Denim (2022)
23. Changes (2022)
24. PetroDragonic Apocalypse; or, Dawn of Eternal Night: An Annihilation of Planet Earth and the Beginning of Merciless Damnation (2023)
25. The Silver Cord (2023)
26. Flight b741 (2024)
27. Phantom Island (2025)

Livealbum
1. Live in Adelaide '19 (2020)
2. Live in Paris '19 (2020)
3. Live in Brussels '19 (2020)
4. Chunky Shrapnel (2020)

EP
1. Anglesea (2011)
2. Willoughby's Beach (2011)